# Saro Lerwick
Saro Lerwick byl britský létající člun užívaný za druhé světové války.

## Vývoj
Počátky vývoje letounu spadají do poloviny 30. let, kdy byly vzneseny požadavky na nové hydroplány. První prototyp letounu vzlétl v listopadu roku 1938. Při letových zkouškách se ukázalo, že letoun je značně nestabilní a z toho důvodu nevhodný pro létání v režimu autopilota, který byl užíván pro dlouhotrvající lety nad mořem. Letoun byl sice ze všech létajících člunů té doby nejrychlejší, ovšem jeho zápory byly značné. Poprvé byl letoun operačně použit roku 1939, roku 1940 se zapojil do bojové činnosti. Piloty byl tento stroj značně neoblíben, jeho další operační nasazení bylo velmi malé. V březnu roku 1941 došlo kvůli haváriím k ztrátě 6 letadel. V tomtéž měsíci došlo k dodávkám hydroplánů Consolidated PBY Catalina, které Lerwicky nahradily. Ty zbývající pak byly používány k cvičným účelům. V dubnu roku 1942 byly letouny Lerwick prohlášeny britským ministerstvem letectví za zastaralé a úplně staženy ze služby. Celkem bylo vyrobeno pouhých 21 kusů tohoto neúspěšného letounu.

## Specifikace

### Technické údaje
- Osádka: 6–7 osob
- Rozpětí: 24,65 m
- Délka: 19,39 m
- Výška: 6,1 m
- Plocha křídel: 78,5 m²
- Vzletová hmotnost: 12 880 kg
- Maximální vzletová hmotnost: 15 059 kg
- Měrný tlak na křídlo: 192 kg/m²
- Pohonná jednotka: 2 × 14válcový dvouhvězdicový vzduchem chlazený motor Bristol Hercules II o výkonu 1375 hp (1030 kW)

### Výkony
- Max. rychlost: 344 km/h
- Cestovní rychlost: 267 km/h
- Praktický dostup: 4 265 m
- Max. vytrvalost letu (při cestovní rychlosti): 11 hodin
- Stoupavost: 4,50 m/s
- Dolet: 2414 km

### Výzbroj
- 1 × 7,7mm kulomet Vickers K (příď)
- 6 × 7,7mm kulomet Browning (hřbet 2×, ocas 4×)
- 907 kg pum nebo hlubinných pum